# Белгородское (Акмолинская область)
Белгородское (каз. Белгородское) — село в Сандыктауском районе Акмолинской области Казахстана. Административный центр Белгородского сельского округа. Код КАТО — 116437100.

## География
Село расположено в восточной части района, вдоль реки Сыркырама, в 27 км на восток от центра района села Балкашино.

### Улицы[2][3]
- ул. Алия Молдагулова,
- ул. Богенбай би,
- ул. Зеленая,
- ул. Канай би,
- ул. Новодобринка,
- ул. Ракымжан Кошкарбаев,
- ул. Степная,
- ул. Целинная,
- ул. Центральная,
- ул. Шамай батыр,
- ул. Шокан Уалиханов.

### Ближайшие населённые пункты
- село Раздольное в 4 км на востоке,
- село Преображенка в 10 км на севере,
- село Новоромановка в 13 км на западе,
- село Каменка в 14 км на юго-западе.

## Население
В 1989 году население села составляло 1157 человек (из них русских 65%).
В 1999 году население села составляло 760 человек (361 мужчина и 399 женщин). По данным переписи 2009 года, в селе проживало 547 человек (266 мужчин и 281 женщина).
| Численность населения | Численность населения | Численность населения |
| 1989                  | 1999                  | 2009                  |
| --------------------- | --------------------- | --------------------- |
| 1157                  | ↘760                  | ↘547                  |